# Hoplocorypha galeata
Hoplocorypha galeata es una especie de mantis de la familia Thespidae.

## Distribución geográfica
Se encuentra en Etiopía, Kenia, Tanzania y Zanzíbar.